# رابرت بن گارانت
روبرت بن گاران (انگلیسی: Robert Ben Garant؛ زادهٔ ۱۴ سپتامبر ۱۹۷۰) فیلم‌نامه‌نویس، تهیه‌کننده، کارگردان، هنرپیشه، کمدین اهل ایالات متحده آمریکا است. او اغلب با توماس لنون در زمینه فیلم‌نامه‌نویسی همکاری می‌کند.

## فیلم‌شناسی
- رنو ۹۱۱! (۲۰۰۹-۲۰۰۳) - کارگردان و بازیگر
- هربی پرواز می‌کند (۲۰۰۵) - فیلم‌نامه‌نویس
- شب در موزه (۲۰۰۶) - فیلم‌نامه‌نویس
- ایده‌های جالب بیکفورد شمکلر (۲۰۰۶)
- توپ‌های خشم (۲۰۰۷) - کارگردان، فیلم‌نامه‌نویس
- رنو ۹۱۱: میامی (۲۰۰۷) - کارگردان، فیلم‌نامه‌نویس، بازیگر
- ده(۲۰۰۷) - بازیگر
- شب در موزه: نبرد اسمیتسونین (۲۰۰۹) - فیلم‌نامه‌نویس، بازیگر
- بچه جهنمی (۲۰۱۳) - کارگردان، فیلم‌نامه‌نویس، بازیگر
- شب در موزه: راز مقبره (۲۰۱۴) - فیلم‌نامه‌نویس